# 19. etape af Vuelta a España 2021
19. etape af Vuelta a España 2021 er en 187,8 km lang kuperet etape, som køres den 3. september 2021 med start i Tapia de Casariego og mål i Monforte de Lemos.

## Resultater

### Etaperesultat
| \| Etaperesultat \| Etaperesultat \| Etaperesultat \| Etaperesultat \| Etaperesultat \| \| Rytter \| Rytter \| Hold \| Tid \| \| \| ------------- \| ----------------- \| --------------------- \| ------------- \| ------------- \| \| 1. \| Magnus Cort \| EF Education-Nippo \| 4t 24' 54" \| \| \| 2. \| Rui Oliveira \| UAE Team Emirates \| + 0" \| \| \| 3. \| Quinn Simmons \| Trek-Segafredo \| + 0" \| \| \| 4. \| Andrea Bagioli \| Deceuninck-Quick Step \| + 0" \| \| \| 5. \| Anthony Roux \| Groupama-FDJ \| + 0" \| \| \| 6. \| Andreas Kron \| Lotto-Soudal \| + 0" \| \| \| 7. \| Lawson Craddock \| EF Education-Nippo \| + 5" \| \| \| 8. \| Alberto Dainese \| Team DSM \| + 18" \| \| \| 9. \| Matteo Trentin \| UAE Team Emirates \| + 18" \| \| \| 10. \| Alexander Krieger \| Alpecin-Fenix \| + 18" \| \| |                   |                       |            |
| |                   |                       |            |
| Kilde: ProCyclingStats |                   |                       |            |
| Etaperesultat |                   |                       |            |
| Rytter | Rytter            | Hold                  | Tid        |
| 1. | Magnus Cort       | EF Education-Nippo    | 4t 24' 54" |
| 2. | Rui Oliveira      | UAE Team Emirates     | + 0"       |
| 3. | Quinn Simmons     | Trek-Segafredo        | + 0"       |
| 4. | Andrea Bagioli    | Deceuninck-Quick Step | + 0"       |
| 5. | Anthony Roux      | Groupama-FDJ          | + 0"       |
| 6. | Andreas Kron      | Lotto-Soudal          | + 0"       |
| 7. | Lawson Craddock   | EF Education-Nippo    | + 5"       |
| 8. | Alberto Dainese   | Team DSM              | + 18"      |
| 9. | Matteo Trentin    | UAE Team Emirates     | + 18"      |
| 10. | Alexander Krieger | Alpecin-Fenix         | + 18"      |

### Klassement efter etapen
| \| Samlede stilling \| Samlede stilling \| Samlede stilling \| Samlede stilling \| Samlede stilling \| \| Rytter \| Rytter \| Hold \| Tid \| \| \| ---------------- \| ------------------ \| ------------------ \| ---------------- \| ---------------- \| \| 1. \| Primož Roglič \| Jumbo-Visma \| 77t 49' 37" \| \| \| 2. \| Enric Mas \| Movistar Team \| + 2' 30" \| \| \| 3. \| Miguel Ángel López \| Movistar Team \| + 2' 53" \| \| \| 4. \| Jack Haig \| Bahrain Victorious \| + 4' 36" \| \| \| 5. \| Egan Bernal \| Ineos Grenadiers \| + 4' 43" \| \| \| 6. \| Adam Yates \| Ineos Grenadiers \| + 5' 44" \| \| \| 7. \| Sepp Kuss \| Jumbo-Visma \| + 6' 02" \| \| \| 8. \| Gino Mäder \| Bahrain Victorious \| + 7' 48" \| \| \| 9. \| Guillaume Martin \| Cofidis \| + 8' 31" \| \| \| 10. \| David de la Cruz \| UAE Team Emirates \| + 9' 24" \| \| |                    |                    |             |
| |                    |                    |             |
| Kilde: ProCyclingStats |                    |                    |             |
| Samlede stilling |                    |                    |             |
| Rytter | Rytter             | Hold               | Tid         |
| 1. | Primož Roglič      | Jumbo-Visma        | 77t 49' 37" |
| 2. | Enric Mas          | Movistar Team      | + 2' 30"    |
| 3. | Miguel Ángel López | Movistar Team      | + 2' 53"    |
| 4. | Jack Haig          | Bahrain Victorious | + 4' 36"    |
| 5. | Egan Bernal        | Ineos Grenadiers   | + 4' 43"    |
| 6. | Adam Yates         | Ineos Grenadiers   | + 5' 44"    |
| 7. | Sepp Kuss          | Jumbo-Visma        | + 6' 02"    |
| 8. | Gino Mäder         | Bahrain Victorious | + 7' 48"    |
| 9. | Guillaume Martin   | Cofidis            | + 8' 31"    |
| 10. | David de la Cruz   | UAE Team Emirates  | + 9' 24"    |

| Pointkonkurrence | Pointkonkurrence   | Pointkonkurrence      | Pointkonkurrence | Pointkonkurrence |
| Rytter           | Rytter             | Hold                  | Point            |                  |
| ---------------- | ------------------ | --------------------- | ---------------- | ---------------- |
| 1.               | Fabio Jakobsen     | Deceuninck-Quick Step | 250 point        |                  |
| 2.               | Primož Roglič      | Jumbo-Visma           | 162 point        |                  |
| 3.               | Magnus Cort        | EF Education-Nippo    | 144 point        |                  |
| 4.               | Matteo Trentin     | UAE Team Emirates     | 132 point        |                  |
| 5.               | Alberto Dainese    | Team DSM              | 120 point        |                  |
| 6.               | Michael Matthews   | BikeExchange          | 114 point        |                  |
| 7.               | Andrea Bagioli     | Deceuninck-Quick Step | 101 point        |                  |
| 8.               | Enric Mas          | Movistar Team         | 100 point        |                  |
| 9.               | Miguel Ángel López | Movistar Team         | 92 point         |                  |
| 10.              | Arnaud Démare      | Groupama-FDJ          | 91 point         |                  |

| Pointkonkurrence | Pointkonkurrence   | Pointkonkurrence      | Pointkonkurrence | Pointkonkurrence |
| Rytter           | Rytter             | Hold                  | Point            |                  |
| ---------------- | ------------------ | --------------------- | ---------------- | ---------------- |
| 1.               | Fabio Jakobsen     | Deceuninck-Quick Step | 250 point        |                  |
| 2.               | Primož Roglič      | Jumbo-Visma           | 162 point        |                  |
| 3.               | Magnus Cort        | EF Education-Nippo    | 144 point        |                  |
| 4.               | Matteo Trentin     | UAE Team Emirates     | 132 point        |                  |
| 5.               | Alberto Dainese    | Team DSM              | 120 point        |                  |
| 6.               | Michael Matthews   | BikeExchange          | 114 point        |                  |
| 7.               | Andrea Bagioli     | Deceuninck-Quick Step | 101 point        |                  |
| 8.               | Enric Mas          | Movistar Team         | 100 point        |                  |
| 9.               | Miguel Ángel López | Movistar Team         | 92 point         |                  |
| 10.              | Arnaud Démare      | Groupama-FDJ          | 91 point         |                  |

| Bjergkonkurrence | Bjergkonkurrence   | Bjergkonkurrence   | Bjergkonkurrence | Bjergkonkurrence |
| Rytter           | Rytter             | Hold               | Point            |                  |
| ---------------- | ------------------ | ------------------ | ---------------- | ---------------- |
| 1.               | Michael Storer     | Team DSM           | 59 point         |                  |
| 2.               | Romain Bardet      | Team DSM           | 54 point         |                  |
| 3.               | Primož Roglič      | Jumbo-Visma        | 48 point         |                  |
| 4.               | Damiano Caruso     | Bahrain Victorious | 33 point         |                  |
| 5.               | Rafał Majka        | UAE Team Emirates  | 33 point         |                  |
| 6.               | Miguel Ángel López | Movistar Team      | 28 point         |                  |
| 7.               | Jack Haig          | Bahrain Victorious | 23 point         |                  |
| 8.               | Sepp Kuss          | Jumbo-Visma        | 19 point         |                  |
| 9.               | Enric Mas          | Movistar Team      | 17 point         |                  |
| 10.              | Egan Bernal        | Ineos Grenadiers   | 16 point         |                  |

| Bjergkonkurrence | Bjergkonkurrence   | Bjergkonkurrence   | Bjergkonkurrence | Bjergkonkurrence |
| Rytter           | Rytter             | Hold               | Point            |                  |
| ---------------- | ------------------ | ------------------ | ---------------- | ---------------- |
| 1.               | Michael Storer     | Team DSM           | 59 point         |                  |
| 2.               | Romain Bardet      | Team DSM           | 54 point         |                  |
| 3.               | Primož Roglič      | Jumbo-Visma        | 48 point         |                  |
| 4.               | Damiano Caruso     | Bahrain Victorious | 33 point         |                  |
| 5.               | Rafał Majka        | UAE Team Emirates  | 33 point         |                  |
| 6.               | Miguel Ángel López | Movistar Team      | 28 point         |                  |
| 7.               | Jack Haig          | Bahrain Victorious | 23 point         |                  |
| 8.               | Sepp Kuss          | Jumbo-Visma        | 19 point         |                  |
| 9.               | Enric Mas          | Movistar Team      | 17 point         |                  |
| 10.              | Egan Bernal        | Ineos Grenadiers   | 16 point         |                  |

| Ungdomskonkurrence | Ungdomskonkurrence       | Ungdomskonkurrence     | Ungdomskonkurrence | Ungdomskonkurrence |
| Rytter             | Rytter                   | Hold                   | Tid                |                    |
| ------------------ | ------------------------ | ---------------------- | ------------------ | ------------------ |
| 1.                 | Egan Bernal              | Ineos Grenadiers       | 77t 54' 20"        |                    |
| 2.                 | Gino Mäder               | Bahrain Victorious     | + 3' 05"           |                    |
| 3.                 | Juan Pedro López         | Trek-Segafredo         | + 13' 20"          |                    |
| 4.                 | Rémy Rochas              | Cofidis                | + 34' 31"          |                    |
| 5.                 | Clément Champoussin      | AG2R Citroën Team      | + 47' 32"          |                    |
| 6.                 | Steff Cras               | Lotto-Soudal           | + 1t 05' 55"       |                    |
| 7.                 | Jefferson Alveiro Cepeda | Caja Rural-Seguros RGA | + 1t 23' 09"       |                    |
| 8.                 | Aleksandr Vlasov         | Astana-Premier Tech    | + 1t 33' 13"       |                    |
| 9.                 | Gotzon Martín            | Euskaltel-Euskadi      | + 1t 36' 16"       |                    |
| 10.                | Pavel Sivakov            | Ineos Grenadiers       | + 1t 38' 23"       |                    |

| Ungdomskonkurrence | Ungdomskonkurrence       | Ungdomskonkurrence     | Ungdomskonkurrence | Ungdomskonkurrence |
| Rytter             | Rytter                   | Hold                   | Tid                |                    |
| ------------------ | ------------------------ | ---------------------- | ------------------ | ------------------ |
| 1.                 | Egan Bernal              | Ineos Grenadiers       | 77t 54' 20"        |                    |
| 2.                 | Gino Mäder               | Bahrain Victorious     | + 3' 05"           |                    |
| 3.                 | Juan Pedro López         | Trek-Segafredo         | + 13' 20"          |                    |
| 4.                 | Rémy Rochas              | Cofidis                | + 34' 31"          |                    |
| 5.                 | Clément Champoussin      | AG2R Citroën Team      | + 47' 32"          |                    |
| 6.                 | Steff Cras               | Lotto-Soudal           | + 1t 05' 55"       |                    |
| 7.                 | Jefferson Alveiro Cepeda | Caja Rural-Seguros RGA | + 1t 23' 09"       |                    |
| 8.                 | Aleksandr Vlasov         | Astana-Premier Tech    | + 1t 33' 13"       |                    |
| 9.                 | Gotzon Martín            | Euskaltel-Euskadi      | + 1t 36' 16"       |                    |
| 10.                | Pavel Sivakov            | Ineos Grenadiers       | + 1t 38' 23"       |                    |

| Holdkonkurrence | Holdkonkurrence                    | Holdkonkurrence | Holdkonkurrence |
| Hold            | Hold                               | Tid             |                 |
| --------------- | ---------------------------------- | --------------- | --------------- |
| 1.              | Bahrain Victorious                 | 233t 45' 04"    |                 |
| 2.              | Jumbo-Visma                        | + 4' 01"        |                 |
| 3.              | Ineos Grenadiers                   | + 15' 22"       |                 |
| 4.              | Movistar Team                      | + 42' 01"       |                 |
| 5.              | Intermarché-Wanty-Gobert Matériaux | + 47' 23"       |                 |
| 6.              | UAE Team Emirates                  | + 59' 18"       |                 |
| 7.              | AG2R Citroën Team                  | + 1t 42' 29"    |                 |
| 8.              | Trek-Segafredo                     | + 1t 48' 21"    |                 |
| 9.              | Cofidis                            | + 1t 55' 27"    |                 |
| 10.             | Astana-Premier Tech                | + 2t 48' 34"    |                 |

| Holdkonkurrence | Holdkonkurrence                    | Holdkonkurrence | Holdkonkurrence |
| Hold            | Hold                               | Tid             |                 |
| --------------- | ---------------------------------- | --------------- | --------------- |
| 1.              | Bahrain Victorious                 | 233t 45' 04"    |                 |
| 2.              | Jumbo-Visma                        | + 4' 01"        |                 |
| 3.              | Ineos Grenadiers                   | + 15' 22"       |                 |
| 4.              | Movistar Team                      | + 42' 01"       |                 |
| 5.              | Intermarché-Wanty-Gobert Matériaux | + 47' 23"       |                 |
| 6.              | UAE Team Emirates                  | + 59' 18"       |                 |
| 7.              | AG2R Citroën Team                  | + 1t 42' 29"    |                 |
| 8.              | Trek-Segafredo                     | + 1t 48' 21"    |                 |
| 9.              | Cofidis                            | + 1t 55' 27"    |                 |
| 10.             | Astana-Premier Tech                | + 2t 48' 34"    |                 |